# Villenave-près-Marsac
Villenave-près-Marsac é uma comuna francesa na região administrativa de Occitânia, no departamento dos Altos Pirenéus. Estende-se por uma área de 1,12 km². Em 2010 a comuna tinha 97 habitantes (densidade: 86,6 hab./km²).